# Chiriet-Lunga, Găgăuzia
Chiriet-Lunga (în găgăuză Kiriyet) este un sat din Unitatea Teritorială Administrativă Găgăuzia, Republica Moldova.

## Demografie

### Structura etnică
Structura etnică a localității conform recensământului populației din 2004:
| Grup etnic                    | Populație | % Procentaj |
| ----------------------------- | --------- | ----------- |
| Găgăuzi                       | 2.312     | 92,55%      |
| Băștinași declarați Moldoveni | 54        | 2,16%       |
| Bulgari                       | 37        | 1,48%       |
| Ruși                          | 35        | 1,40%       |
| Ucraineni                     | 32        | 1,28%       |
| Țigani                        | 18        | 0,72%       |
| Alții                         | 10        | 0,40%       |
| Total                         | 2,498     |             |

## Administrație și politică
Componența Consiliului local Chiriet-Lunga (11 consilieri), ales la 5 noiembrie 2023, este următoarea:
|  | Partid                                   | Consilieri | Componență | Componență |
|  | ---------------------------------------- | ---------- | ---------- | ---------- |
|  | Candidat independent GHEORGHI CUIUDJUCLU | 1          |            |            |
|  | Candidat independent VLADIMIR JELEZOGLO  | 1          |            |            |
|  | Candidat independent NICOLAI JELEZOGLO   | 1          |            |            |
|  | Candidat independent GHEORGHI CHIURCCIU  | 1          |            |            |
|  | Candidat independent PIOTR CHIURCCI      | 1          |            |            |
|  | Partidul „Renaștere”                     | 2          |            |            |
|  | Candidat independent PIOTR GHIUMIUȘLIU   | 1          |            |            |
|  | Candidat independent NICOLAI CAICÎ       | 1          |            |            |
|  | Mișcarea „Respect Moldova”               | 2          |            |            |

## Personalități

### Născuți în Chiriet-Lunga
- Nicolai Tanasoglu (1895–1970), scriitor și pedagog găgăuz
- Dionis Tanasoglu (1922–2006), poet, scriitor și turcolog sovietic și moldovean de etnie găgăuză
- Dmitri Todoroglo (n. 1944), politician, fost ministru al agriculturii și industriei alimentare al Republicii Moldova (2001-2005)